# Askaniusz w Albie (KV 111)
Askaniusz w Albie (Ascanio in Alba) KV111 – opera Mozarta skomponowana w sierpniu i wrześniu 1771 roku w Mediolanie. Festa teatrale w 2 aktach do libretta Giuseppe Pariniego.
Prapremierę miała 17 października 1771 w Teatro Regio Ducal w Mediolanie. Dyrygował (od klawesynu) Mozart.
Askaniusza skomponował Mozart na zamówienie cesarzowej Marii Teresy z okazji ślubu jej syna arcyksięcia Ferdynanda z Marią Beatrice d’Este (1750-1829) z Modeny. Aby zrealizować zamówienie cesarzowej Mozartowie – ojciec i syn – udali się w swoją drugą podróż do Italii, by na miejscu skomponować i przygotować wystawienie opery. Opera odniosła sukces, wystawiono ją jeszcze czterokrotnie
Młody arcyksiążę chciał przyjąć Mozarta na służbę w charakterze nadwornego kompozytora. Sprzeciwiła się temu cesarzowa, pisząc do syna list pełen pogardy dla "zbytecznych ludzi". Ta ocena na zawsze zamknęła Mozartowi drogę do zaszczytnych funkcji na dworze cesarskim.

## Osoby
- Wenus (sopran),
- Askaniusz (mezzosopran),
- Silvia (sopran),
- Kapłan Aceste (tenor),
- Faun (sopran koloraturowy)[potrzebny przypis],
- chór pasterek i pasterzy.

Akcja toczy się w czasach mitycznych i jest alegorią opisującą zaślubiny Ascania, jednego z wnuków Wenus z nimfą Sylwią z rodu Herkulesa.